# Piktere
Pikterne var et keltisk folkeslag, der boede på Storbritannien nord for Forth–Clyde-halvøen inden vikingetiden og i den tidlige middelalder. Hvor de boede og detaljer om deres kultur kan udledes af tidlige middelalderlige tekst og piktiske stenmonumenter, der er bevaret. Deres territorier omtales som "Piktland" (Pictland) af moderne historikere. Oprindeligt bestod området af flere forskellige høvdingedømmer, men fra 600-tallet blev det domineret af det piktiske kongerige Fortriu. Termen Picti optræder i skrevne kilder som et exonym fra slutningen af 200-tallet, men blev anvendt som endonym i slutningen af 600-tallet under Verturian-perioden. Dette varede i 160 år indtil Alpínid-dynastiet overtog, og det piktiske kongerige blev slået sammen med Dál Riata og dannede Kongeriget Alba. Konceptet med et "piktisk kongedømme" fortsatte i nogle få årtier indtil det helt blev opgivet som en moderne betegnelse for Caustantín mac Áeda regeringstid.
Tidlige middelalderlige kilder beskriver et særskilt piktisk sprog, der menes at have været et økeltisk sprog, der var tæt relateret til britisk, der blev talt af Britere, som levede mod syd. Dette blev gradvist erstattet af mellemgælisk fra 800-tallet og frem. Pikterne antages at være nedstammet fra kaledoniere og andre jernalderstammer, der nævnes af romerske historikere eller på verdenskortet fremstillet af Ptolemæus.
Det piktiske samfund var typisk for mange samfund i den tidlige middelalders Nordeuropa og har mange paralleller til nabogrupper. Arkæologiske fund har givet viden om deres kultur. Der er kun bevaret ganske få eksempler på nedskrevent piktisk, og størstedelen af deres historie kendes derfor fra eksterne kilder, inklusive Bedas Historia ecclesiastica gentis Anglorum, hagiografi på helgeners liv som Columba af Adomnán og irske annaler.
Et af de største fysiske vidnesbyrd om pikternes eksistens er de piktiske sten, der er monumentale steler, som findes flere steder i Skotland. Desuden findes der også rester af piktere i bl.a. Old Scatness.
Blandt arkæologiske fund fra pikterne og andre genstande med piktisk kunst er Rogartbrochen, St Andrews-sarkofagen, St Ninian's Isle-skatten og Whitecleuchkæden nogle af de mest berømte. De piktiske sølvgenstande fra Norrie's Law-skatten, der stammer fra 500-tallet, er den største samling piktisk sølv, der er fundet.

## Oprindelse
Den oprindelige myte om pikternes oprindelse blev beskrevet i Bedas Historia ecclesiastica gentis Anglorum, der beskriver pikterne som bosættere fra Skytien, der ankom til nordkysten af Irland ved en tilfældighed. Lokale skoter-ledere sendt dem videre mod det nordlige Storbritannien, som de herefter bosatte sig og giftede sig med skoterne. Den Piktiske krønike gentager denne historie, og navngiver yderligere den mytiske grundlæggende leder Cruithne (det gæliske navn for pikter), der blev efterfulgt af sin sønner, hvis navne svarer til de syv piktiske områder Circin, Fidach, Fortriu, Fotla (Atholl), Cat, Ce og Fib. Bedas beskrivelse har længe været opfattet som en pseudohistorisk litterær opfindelse, og menes at være af piktisk oprindelse, komponeret omkring år 700. Strukturen minder om myterne for andre folkefærd, og mytens primære formål synes at være, at legitimere Fortrius annekteringen af det piktiske territorium og den yderligere oprettelse af Pikterland.
Et studie fra 2023 sekventerede hele genomet fra otte individer, der blev associeret med den piktiske periode (ca. år 300-900), udgravet på kirkegårde ved Lundin Links i Fife og Balintore, Easter Ross. Studiet viste "brede affiniteter" mellem piktiske genomer fra hovedlandet, jernalder-britere og nutidens folk, der bor i det vestlige Skotland, Wales, Nordirland og Northumbria, men mindre end resten af England, hvilket understøtter de nuværende arkæologiske teorier om en "lokal oprindelse" for det piktiske folk.

## Historie
Området der blev okkuperet af pikterne var tidligere beskrevet af romerske forfattere og geografer som hjem for Caledonii. Disse romere havde også brugt andre navne til at referere til de brianniske stammer, der levede i området, heriblandt Verturiones, Taexali og Venicones.
Den skrevne historie, der omhandler pikterne som folk, stammer fra den tidlige middelalder. På dette tidspunkt kontrollerede gælerne i Dál Riata det, som nu er Argyll som en del af et kongerige, der gik fra havet mellem Storbritannien og Irland. Anglerne fra Bernicia, der blev slået sammen med Deira for at danne Northumbria, overmanede de omkringliggende britiske kongeriger, og i meget af 600-tallet var Northumbria det mest magtfulde kongerige i Storbritannien. Pikterne var sandsynligvis underlagt Northumbria som vasalstat indtil Bridei mac Belis regeringstid, hvor anglerne i 685 led et nederlag under slaget ved Dun Nechtain, som stoppede deres udvidelse af kongerige mod nord. Northumbria fortsatte med at dominere det sydlige Skotland i resten af den piktiske periode.
Dál Riata lå under den piktiske konge Óengus mac Fergusa (regerede 729–761), og selvom det havde sine egne konger i begyndelsen af 760'erne, så har de tilsyneladende ikke at komme sig over uafhængigheden fra pikterne. En senere piktisk konge, Caustantín mac Fergusa (793–820), placerede sin søn Domnall på Dál Riatas trone (811–835). Pikterne forsøgte at opnå lignende dominans over briterne i Alt Clut (Strathclyde) men var ikke succesfulde.
Vikingetiden forårsagede store ændringer i Storbritannien og Irland, og ikke mindste i Skotland, hvor vikingerne erobrede og bosatte sig på øerne og forskellige områder i hovedlandet inklusive Caithness, Sutherland og Galloway. I midten af 800-tallet siges Ketil Fladnæse at have grundlagt Kongedømmet Mann og Øerne, der regerede i mange af pikternes territorier, og i slutningen af århundredet havde vikingerne ødelagt kongeriget Northumbria, svækket Kongeriget Strathclyde meget og grundlagt kongeriget York. I et stort slag i 839 dræbte vikingerne kongen af Fortriu, Eógan mac Óengusa, kongen Dál Riata Áed mac Boanta og mange andre. I efterspillet, i 840'erne, blev Cínaed mac Ailpín (Kenneth MacAlpin) konge over pikterne.
Under Cínaeds barnebarb, Caustantín mac Áeda (900–943) begyndte udefrakommende at omtale området som Kongeriget Alba frem for PIkternes Kongerige, men det vides ikke om der var etableret et nyt kongerige eller om Alba simpelthen er en tætte approksimation af det piktiske navn for pikterne. Det piktiske sprog forsvandt dog ikke pludseligt, men en tydelig gælificering, der kan være begyndt flere generationer før, var i gang allerede under Caustantín og hans efterfølgere.
På et tidspunkt, sandsynligvis i 1000-tallet, var alle indbyggerne i det nordlige Alba blevet fuldt gælificerede skotter, og den piktiske identitet blev glemt. Henrik af Huntingdon var en af det første overlevende historikere til at beskrive at pikterne var forsvundet i Historia Anglorum fra 1100-tallet. Senere blev ideen om pikterne som en stamme genoplive i myte og legende.

## Konger og kongeriger
Piktlands tidligere historie er uklar. I senere perioder blev flere kongeriger regeret af forskellige konger, hvor én konge, nogle gange to, mere eller mindre dominerede deres mindre naboer. De Situ Albanie, et dokument fra 1200-tallet, Den piktiske krønike fra slutningen af 900-tallet, Duan Albanach fra 1000-tallet samt irske legender er blevet brugt til at argumentere for eksistensen af syv piktiske kongedømmer. Disse er: Cait, eller Cat, som lå i det moderne Caithness og Sutherland; Ce, som lå i det moderne Mar og Buchan; Circin, som måske lå i det moderne Angus og Kincardineshire; Fib, det moderne Fife; Fidach, hvis beliggenhed er ukendt, men muligvis nær Inverness; Fotla, det moderne Atholl (Ath-Fotla); og Fortriu, som svarer til de Verturiones, der nævnes af romerne, og som for nylig er blevet vist at have været centreret omkring Moray.
Der kan have eksisteret flere små kongedømmer. Nogle beviser tyder på, at et piktisk kongedømme også eksisterede på Orkney. De Situ Albanie er dog ikke den mest pålidelige kilde, og antallet af kongedømmer, ét for hver af de syv sønner af Cruithne, den eponymiske grundlægger af pikterne, kan være grund nok til at betvivle dokumentets nøjagtighed. Uanset det præcise antal kongedømmer og deres navne var den piktiske nation ikke én samlet enhed.
I størstedelen af den piktiske historie ser det ud til, at kongeriget Fortriu var det dominerende, i en sådan grad, at titlerne konge af Fortriu og konge af pikterne ofte kunne betyde det samme i de samtidige annaler. Tidligere mente man, at Fortriu lå omkring Perth og det sydlige Strathearn, men nyere forskning har overbevist de fleste eksperter om, at Moray (som i middelalderen dækkede et langt større område end nutidens Moray) var kernen i Fortriu.
Pikterne menes ofte at have praktiseret matrilineær tronfølge baseret på irske legender og en udtalelse i Bedas Historia. Da Beda nedskrev sin historie, var de piktiske konger Bridei og Nechtan, sønner af Der Ilei, som hævdede tronen gennem deres mor, Der Ilei, datter af en tidligere piktisk konge.
I Irland forventedes det, at konger skulle stamme fra en person, der havde haft en oldefar, som havde været konge. Konger blev sjældent efterfulgt af deres egne sønner, ikke fordi pikterne praktiserede matrilineær tronfølge, men fordi de oftere blev efterfulgt af deres egne brødre eller fætre (agnatisk anciennitet), som sandsynligvis var mere erfarne mænd med den autoritet og støtte, der var nødvendig for at blive konge. Dette ligner tanistry.
Den eneste kvindelige hersker, der nævnes i tidlig skotsk historie, er den piktiske dronning i 617, som ifølge legenden tilkaldte pirater for at massakrere Donnán og hans følgesvende på øen Eigg.
Kongeembedet ændrede sig betydeligt i løbet af de århundrederne i den piktiske historie. Mens tidligere konger skulle være dygtige krigsførere for at bevare deres autoritet, blev kongedømmet mindre personligt og mere institutionaliseret over tid. Selv om et bureaukratisk kongedømme stadig lå langt ude i fremtiden, da Piktland blev til Alba, sikrede kirkens støtte og nogle få familiers evne til at kontrollere kongemagten gennem store dele af perioden fra slutningen af 600-tallet og frem en betydelig grad af kontinuitet.
De senere mormaere menes at have oprindelse i piktisk tid og kan have været inspireret af nordumbrianske strukturer. Det er uklart, om mormaernes oprindeligt var tidligere konger, kongelige embedsmænd, lokale adelsmænd eller en kombination af disse.

## Kunst
Piktisk kunst er primært forbundet med monumentale sten, men omfatter også mindre genstande af sten, ben og metal, såsom brocher. Den udgør en særegen form af den generelle keltiske tidlig middelalderlige stiludvikling af La Tène-stil, med stigende indflydelse fra insulær kunst fra 600- og 700-tallets Irland og Northumbria, og senere fra angelsaksisk og irsk kunst i takt med, at den tidlige middelalder fortsatte. De mest kendte overlevende eksempler er de mange piktiske sten, der er spredt over hele Piktland.
Symbolerne og mønstrene omfatter dyr, herunder den gådefulde piktiske bæst, samt figurer som "rektanglet", "spejlet og kammen", "dobbelt-skive og Z-stang" og "halvmåne og V-stang", blandt mange andre. Der er også forhøjninger og linseformer med peltamønstre og spiraler. Mønstrene er kurvede og har skraverede designs. Korsstenene er dekoreret med piktiske symboler, insulære fletteornamenter og kristne motiver, selvom fortolkningen ofte er vanskelig på grund af slid og uklarhed. Flere af de kristne motiver der er hugget i forskellige sten, som David med harpen, Daniel og løven eller scener med sankt Paulus og sankt Antonius' møde i ørkenen, har hentet inspiration fra den insulære manuskripttradition.
Piktisk metalarbejde findes over hele Piktland (det moderne Skotland) og også længere mod syd. Pikterne ser ud til at have haft betydelige mængder sølv til rådighed, sandsynligvis fra plyndringer længere sydpå eller gennem betalinger for at holde dem væk. Den meget store skat af senromersk brudsølv, der blev fundet ved Traprain Law kaldet Traprain-skatten, kan være opstået på en af disse måder. Den største samling af tidligt piktisk metalarbejde blev fundet i 1819 ved Norrie's Law i Fife, men desværre blev meget spredt og smeltet om (den skotsk lov om skattefund har altid været ugunstig for bevarelse). En berømt sølvplade fra 700-tallet med emalje fra denne skat har en "Z-stang", et af de piktiske symboler, i en særligt velbevaret og elegant form; der er kun ganske få sammenlignelige stykker overlevet.
Mere end ti tunge sølvkæder, nogle over 0,5 meter lange, er fundet fra denne periode. Den dobbeltforbundne Whitecleuchkæden er en af kun to kæder, der har et penannulært forbindelsesstykke i enderne, med symboludsmykning, herunder emalje, hvilket viser, hvordan disse sandsynligvis blev brugt som "choker"-halskæder.
I 700- og 800-tallet, efter kristningen, adopterede den piktiske elite en særlig form for den irske keltiske broche, hvor de foretrak halvbrocher med lappede endestykker. Nogle ældre irske brocher blev tilpasset til den piktiske stil, for eksempel Breadalbane-brochen fra 700-tallet, som nu befinder sig i British Museum. St Ninian's Isle-skatten (ca. 750-825 e.v.t.) indeholder den bedste samling af piktiske former. Andre kendetegn ved piktisk metalarbejde er prikkede baggrunde eller designs og dyreformer påvirket af insulær kunst. Monymusk relikvieskrinet fra 700-tallet har elementer af både piktiske og irske stilarter.
- Piktisk kors fra Monifieth billedsten, Museum of Scotland
- Rodney's Sten (bagside), Brodie Castle, Forres
- Aberlemno Kirkyard-sten, klasse II piktisk sten
- Rogart-brochen, 700-tallet[41]
- Whitecleuchkæden, ca. 400–800 e.v.t., National Museum of Scotland
- St Andrews-sarkofagen, anden halvdel af 700-tallet
- Breadalbane-brochen, 700- eller 800-tallet, British Museum[42]